# فراهیم
فراهیم روان پدر بزرگ اشو زردشت و پدرِ مادر او دوغدو بود. همسر او زوییش نام داشته که مادربزرگ زرتشت است و در اسطوره‌ای زایش زرتشت فره زردشت در خانه او به دوغدو در هنگام زادن می‌رسد به نحوی که به منزل فراهیم درخشندگی خیره‌کننده‌ای می‌گیرد.دیوان نیز برای جلوگیری زایش زردشت به مبارزه با فراهیم می پردازند و او بنابر سفارش ایزدان دخترش را به نزد پتیرسپ بزرگ خاندان سپیتمان می‌فرستد.